# 6è Festival Internacional de Cinema de Berlín
El 6è Festival Internacional de Cinema de Berlín va tenir lloc del 22 de juny al 3 de juliol de 1956. La FIAPF va atorgar al festival l'"Estatus A" durant aquest any, que prèviament només era reservat per Canes i Venècia. Els premis van ser lliurats per primera vegada per un jurat internacional.
L'Os d'Or fou atorgat a Invitation to the Dance dirigida perGene Kelly. Tanmateix la decisió del jurat liderat per Marcel Carné d'atorgar l'Os d'Or a Gene Kelly fou força criticada.

## Jurat
Es va anunciar que el jurat del festival estaria format per:
- Marcel Carné
- Bill Luckwell
- Giuseppe Vittorio Sampieri
- Koichi Kawakita
- Leo J. Horster
- Ilse Urbach
- Ludwig Berger

## Pel·lícules en competició
Les següents pel·lícules entraren en competició per l'Os d'or i l'Os de Plata:
| Títol                                       | Director(s)                       | País             |
| ------------------------------------------- | --------------------------------- | ---------------- |
| ...erwachsen sein dagegen sehr              | Wolf Hart                         | RFA              |
| Autumn Leaves                               | Robert Aldrich                    | Estats Units     |
| Byaku fujin no yoren                        | Shirō Toyoda                      | Japó             |
| Donatella                                   | Mario Monicelli                   | Itàlia           |
| El camino de la vida                        | Alfonso Corona Blake              | Mèxic            |
| Ernst Reuter                                | Wolfgang Kiepenheuer              | RFA              |
| Hitit günesi                                | Sabahattin Eyüboglu               | Turquia          |
| Invitation to the Dance                     | Gene Kelly                        | Estats Units     |
| Kein Platz für wilde Tiere                  | Bernhard Grzimek, Michael Grzimek | RFA              |
| La Sorcière                                 | André Michel                      | França           |
| Le sabotier du Val de Loire                 | Jacques Demy                      | França           |
| Les très riches heures de l'Afrique romaine | Jean Lehérissey                   | França           |
| Men Against the Arctic                      | Winston Hibler                    | Estats Units     |
| Mi tío Jacinto                              | Ladislao Vajda                    | Espanya / Itàlia |
| Pane, amore e...                            | Dino Risi                         | Itàlia           |
| Paris la nuit                               | Jacques Baratier                  | França           |
| Rythmetic                                   | Norman McLaren                    | Canadà           |
| Richard III                                 | Laurence Olivier                  | Regne Unit       |
| Spring Comes to Kashmir                     | Ravi Prakash                      | Índia            |
| The African Lion                            | James Algar                       | Estats Units     |
| The Long Arm                                | Charles Frend                     | Regne Unit       |
| The Long Journey                            | Geoffrey Collings                 | Estats Units     |
| Trapeze                                     | Carol Reed                        | Estats Units     |
| Vor Sonnenuntergang                         | Gottfried Reinhardt               | RFA              |
| Zauber der Natur                            | Richard Mostler                   | RFA              |

## Premis

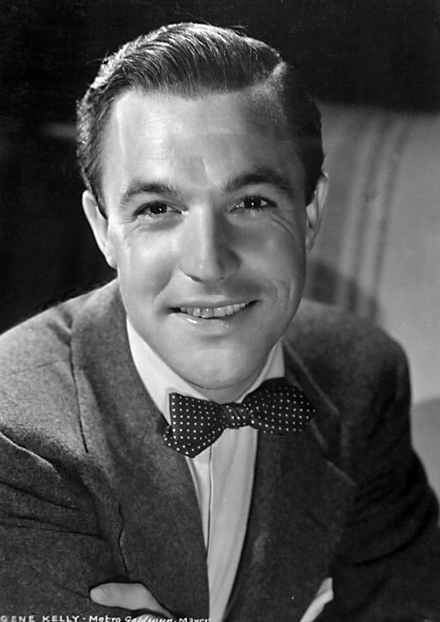
Gene Kelly, guanyador de l'Os d'Or.

El jurat internacional va concedir els següents premis:
- Os d'Or: Invitation to the Dance de Gene Kelly
- Os de Plata a la millor direcció: Robert Aldrich per Autumn Leaves
- Os de Plata a la millor interpretació femenina: Elsa Martinelli per Donatella
- Os de Plata a la millor interpretació masculina: Burt Lancaster per Trapeze
- Os de Plata per un èxit únic excepcional: The Long Arm de Charles Frend
- Os de Plata per una contribució artística destacada : La Sorcière d'André Michel
- Os de Plata: Richard III de Laurence Olivier
- Menció d'Honor (Director): El camino de la vida d'Alfonso Corona Blake
- Menció d'Honor (Colour): Byaku fujin no yoren de Shirō Toyoda
- Menció d'Honor (Millor pel·lícula còmica): Pane, amore e... de Dino Risi